# Juan Guaidó
Pour les articles homonymes, voir Márquez.
Juan Gerardo Guaidó Márquez [ xwaŋ xeˈɾaɾðo ɣwajˈðo ˈmaɾkes] , né le 28 juillet 1983 à La Guaira, est un homme d'État vénézuélien.
Membre du parti Volonté populaire de 2009 à 2020, il est président de l'Assemblée nationale du 5 janvier 2019 au 5 janvier 2021. Alors que l'investiture de Nicolás Maduro pour un second mandat est contestée, invoquant la Constitution, il s'autoproclame président de la République par intérim le 23 janvier suivant, sans toutefois posséder de pouvoir effectif. Cette crise présidentielle provoque une série de manifestations et de conflits. Il reçoit la reconnaissance de l'Assemblée nationale et d'une cinquantaine de pays.
En 2020, il est réélu à la tête du Parlement dans un vote qui ne réunit qu'une partie des députés, et est contesté par Luis Parra, élu par d'autres députés. L’élection de ce dernier est cependant reconnue par le Tribunal suprême de justice.
Le 4 janvier 2022, il est réélu président par intérim pour un mandat d'un an par l'Assemblée nationale vénézuélienne, élue en 2015 et dont les fonctions ont légalement pris fin en 2020. Les États-Unis, qui reconnaissent l'autorité de cette assemblée, soutiennent Juan Guaido, comme « président par intérim ». Il est cependant progressivement contesté par la majeure partie de l'opposition, qui vote la fin de son mandat en 2022.

## Biographie

### Situation personnelle

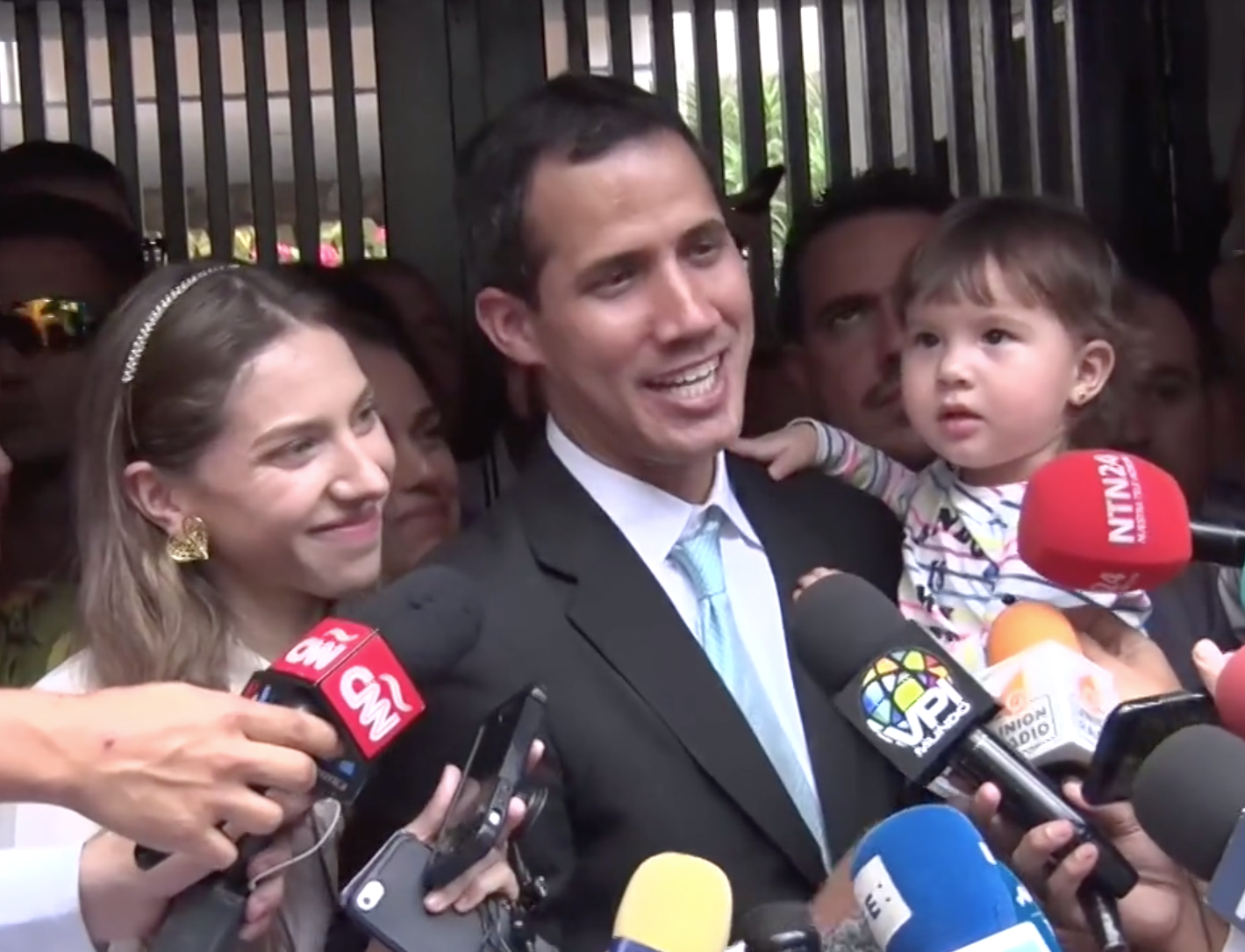
Juan Guaidó avec sa femme et sa fille.

Il est originaire de l'État de La Guaira, dans lequel a lieu en 1999 la tragédie de Vargas, une catastrophe naturelle à laquelle il survit.
Marié à Fabiana Rosales, une diplômée en communication qui l'accompagne dans son combat politique, il est père d'une fille,.

### Parcours politique
Membre du parti Volonté populaire depuis 2009, il est député fédéral à l'Assemblée nationale pour l'État de La Guaira depuis le 5 janvier 2016. L'homme politique Leopoldo López est considéré comme son mentor et d'après le spécialiste de l'Amérique latine Christophe Ventura il est celui qui a permis son ascension politique.

#### Président du Parlement et crise présidentielle de 2019-2020
Le 5 janvier 2019, l'Assemblée nationale le désigne à sa tête et refuse de reconnaître le nouveau mandat présidentiel de Nicolás Maduro, déclaré vainqueur de l’élection présidentielle contestée de 2018,. Sans succès, le groupe de Lima annonce ne pas reconnaître le nouveau mandat de Nicolás Maduro, l'appelant à transférer le pouvoir à l'Assemblée nationale.
Juan Guaidó est dès lors poussé par sa majorité à assumer la réalité du pouvoir en tant que chef d'un gouvernement de transition. Il affirme alors que la Constitution lui donne ce pouvoir d'assumer la conduite d'un gouvernement de transition, notamment sur la base des articles 233, 333 et 350, qui prévoient le transfert provisoire des pouvoirs au président de l'Assemblée nationale lorsque le président est déclaré indisponible avant sa prise de fonction. Selon ce même article 233, Il doit être par ailleurs procédé à une nouvelle élection dans un délai de trente jours après l'indisponibilité déclarée.
Maduro raille un « coup d'État twittesque » tandis que la ministre des Services pénitentiaires le menace d'emprisonnement.
Juan Guaidó est brièvement arrêté par les services de renseignement vénézuélien (Sebin) le 13 janvier 2019, alors qu'il se rend à un meeting. Après sa libération, la justification de celle-ci reste très confuse (acte incontrôlé du Sebin selon le ministre de la Communication Jorge Rodríguez, protection contre un attentat selon une autre source gouvernementale). Christophe Ventura, directeur de recherche à l'IRIS, affirme : « Cette arrestation, cette libération, c'est en fait une forme d'avertissement. Le gouvernement n'est pas complètement idiot, il l'a manifestement libéré pour ne pas donner à ses opposants ce qu'ils attendent ».

##### Autoproclamation

Carte illustrant, lors de la crise présidentielle, le soutien à :
Nicolás Maduro ;
Juan Guaidó ;
l'Assemblée nationale;
Neutralité;
Sans déclaration officielle;
Venezuela.

Le 23 janvier 2019, Juan Guaidó s'autoproclame « président en exercice » du Venezuela et prête serment au cours d'une manifestation organisée à Caracas. Il obtient immédiatement la reconnaissance des États-Unis, du Canada, du Brésil, de la Colombie et du Pérou,. Après l'expiration d'un ultimatum lancé à Nicolás Maduro pour convoquer des élections libres, plusieurs pays de l'Union européenne reconnaissent officiellement Juan Guaidó comme « chef de l'État par intérim ». D'autres pays, notamment la Chine, la Russie ou la Turquie, assurent leur soutien à Nicolás Maduro après l'autoproclamation de Guaidó,.
Le 8 février, Guaidó dit ne pas exclure de demander une intervention militaire américaine pour renverser le régime, invoquant la crise humanitaire en cours,.
Il effectue une tournée en Amérique latine du 22 février au 4 mars 2019, malgré l'interdiction de sortie du territoire dont il fait l'objet pour avoir discuté avec Donald Trump fin janvier,.
Selon Ronal Rodríguez, professeur de sciences politiques à l'université du Rosaire de Bogota, « s'il est vrai que Guaidó a obtenu une reconnaissance internationale, la réalité du pouvoir est toujours entre les mains de Maduro ». Juan Guaido contrôle en revanche les immenses actifs vénézuéliens de l’extérieur, comme les réserves d’or à Londres.

##### Poursuites judiciaires
Le 12 mars 2019, il est visé par une enquête du parquet vénézuélien pour « sabotage » concernant une panne électrique dont le pays a été victime pendant plusieurs jours.
Le 28 mars, le contrôleur général, Elvis Amoroso, décide d'interdire à Guaidó d'occuper son poste de président du Parlement et le déclare inéligible à tout poste public pour quinze ans. Le contrôleur, explique qu'« il a effectué plus de quatre-vingt-onze voyages hors du territoire pour un coût supérieur à 310 millions de bolivars [quelque 84 000 euros au taux d'alors], sans justifier l’origine de ces fonds ». Guaidó rejette cette sanction en considérant que l'Assemblée nationale est le seul organisme qui peut désigner un contrôleur et considère la décision d'Amoroso comme illégitime. Les États-Unis, les gouvernements européens et de l'Amérique latine du Groupe de contact international (CGI) sur le Venezuela condamnent la décision du contrôleur. Les juristes constitutionnels Juan Manuel Raffalli (en) et José Vicente Haro remarquent que la décision va à l'encontre de l'immunité diplomatique de Guaidó et expliquent que le contrôleur général est un organisme administratif incapable de prendre ce type de décisions sans la validation d'un organisme juridique.
Le 1er avril, le président du Tribunal suprême de justice, Maikel Moreno, demande à l'Assemblée nationale constituante (ANC), qui est exclusivement composée de partisans de Maduro et non reconnue par l'Assemblée nationale, de lever l'immunité de Guaidó,. Le 2 avril, l'ANC lève l'immunité de Guaidó et autorise les poursuites pénales pour usurpations de fonctions. L'Union européenne condamne la décision prise par l'ANC.
Le 6 septembre 2019, le parquet vénézuélien lance à son encontre des poursuites pour « haute trahison ».

##### Tentative de soulèvement militaire

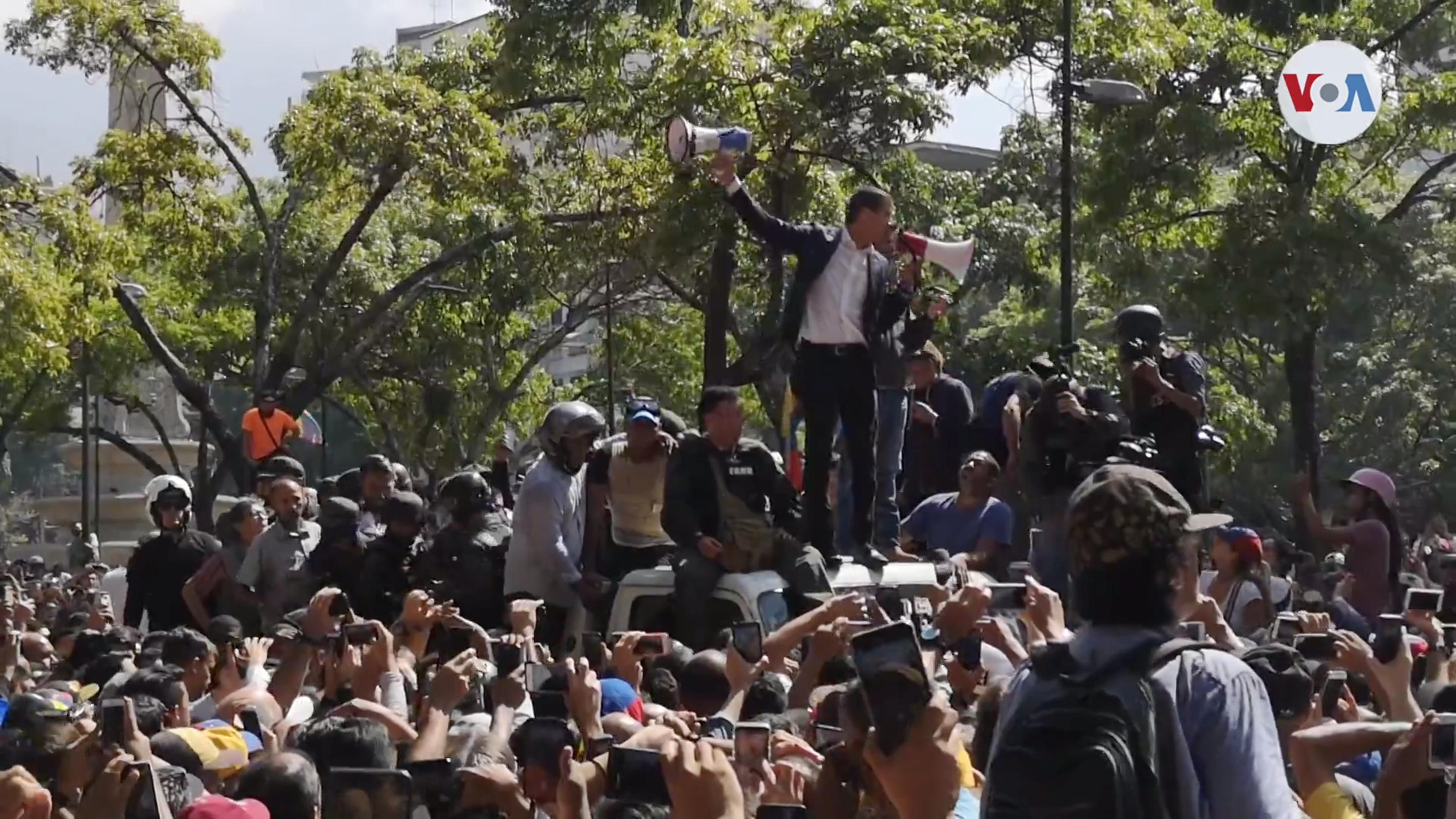
Juan Guaidó prononçant un discours le 30 avril 2019 (photo de Voice of America).

Pendant le mois d’avril, Guaidó annonce l'opération Liberté, une série de protestations ayant pour objectif de chasser Maduro du pouvoir le 1er mai,. La veille, Leopoldo López, homme politique arrêté en 2014 et en résidence surveillée, apparaît à côté de Guaidó devant la base aérienne de La Carlota à Caracas. Guaidó publie une vidéo en ligne où, accompagné de López et d'un nombre réduit de forces policières, il appelle les Vénézuéliens et l'armée à le soutenir pour mettre fin « définitivement à l'usurpation » de Nicolas Maduro,. Le ministre de l’intérieur Jorge Rodríguez s'exprime : « Nous informons le peuple du Venezuela qu'en ce moment, nous affrontons et neutralisons un petit groupe de traîtres de l'armée qui a pris position sur l'échangeur autoroutier d'Altamira pour mener un coup d'État ». Le ministre des Affaires étrangères, Jorge Arreaza, dément qu'il s'agit d'une « tentative de coup d'État militaire » et accuse les États-Unis d'organiser l'opération.
Guaidó obtient le soutien de quelques militaires et du chef du Sebin, Manuel Cristopher Figuera (en), mais le chef des forces armées ne brise pas sa fidélité envers Nicolas Maduro. Les manifestations et les confrontations continuent pendant deux jours encore ; au total, au moins quatre personnes sont mortes et 200 autres sont blessées. 25 militaires rebelles demandent l’asile à l’ambassade du Brésil, et López trouve refuge à l'ambassade d'Espagne. Guaidó finit par reconnaître son échec à rallier la majorité des militaires et appelle à une grève générale et à une poursuite des manifestations en mai,.
À partir du soulèvement raté, les manifestations baissent en intensité. Le rassemblement le plus important dès lors a lieu le 16 novembre, avec 5 000 personnes, soit beaucoup moins qu'en début d'année.

##### Accusation de liens avec un groupe paramilitaire de narcotrafiquants
En septembre 2019, le procureur général Tarek William Saab dévoile des photos prises en février 2019 où Guaidó est identifié aux côtés des membres de Los Rastrojos, un groupe narcotrafiquant et paramilitaire colombien. Ces photos suscitent une polémique en Colombie et au Venezuela. Elles ont été prises en février, alors que Guaidó, sous le coup d'une interdiction de quitter le Venezuela après s’être proclamé président, était passé clandestinement en Colombie pour superviser un envoi d'aide humanitaire au Venezuela. Guaidó ne nie pas avoir été pris en photo avec ces personnes, mais affirme ne pas avoir connu leur identité. Wilfredo Cañizares, propriétaire des photos et membre d'une ONG colombienne, repousse l'explication de Guaidó. Il ne « croi[t] pas que Juan Guaidó ait négocié directement son entrée sur le territoire colombien avec les Rastrojos » : il estime que l'opération a été coordonnée par les autorités colombiennes et demande à celles-ci de « dire la vérité ». Le président colombien, Iván Duque, soutient la version de Guaidó.

#### Soupçons de corruption envers son entourage
En décembre 2019, neuf députés d'opposition sont accusés de corruption par le site d'information vénézuélien armando.info, avec des entrepreneurs colombiens qui participent au programme d'aide alimentaire « Clap », mis en place par Maduro. Guaidó annonce l'ouverture d'une commission d'enquête parlementaire, écrivant sur Twitter : « Je ne permettrai pas que la corruption mette en péril tout ce que nous avons sacrifié ». Les principaux partis d'opposition, Primero Justicia et Volonté populaire, excluent les cinq députés concernés par l’enquête des commissions auxquels ils appartenaient au Parlement.

#### Réélection contestée à la tête du Parlement
Le député d'opposition Luis Parra est élu président du Congrès par les députés chavistes et une partie minoritaire des députés de l'opposition le 5 janvier 2020. De son côté, Juan Guaidó, qui déclare avoir été empêché par la police d'accéder aux locaux du Parlement, est réélu par une centaine de députés de l'opposition dans les locaux du journal El Nacional.
Luis Parra a été exclu de Primero Justicia en décembre 2021 après avoir été accusé de corruption. Les États-Unis décident en janvier 2020 de placer Luis Parra, ses deux vice-présidents ainsi que quatre autres députés d’opposition qui lui sont proches sur leur liste noire. Leurs actifs sont bloqués et ils ne peuvent plus faire affaire avec des entreprises ou des citoyens américains. Les autorités américaines précisent que ces sanctions « pourraient être retirées s'ils se rangeaient aux côtés du peuple vénézuélien et de Juan Guaido ».
Le 6 janvier, Juan Guaidó quitte Volonté populaire. Le lendemain, alors que les forces policières lui faisaient barrage, il parvient à l'intérieur de l'hémicycle de l'Assemblée et prête serment comme président de l'Assemblée nationale après la fin de la séance présidée par son rival Parra.
Fin mars 2020, les États-Unis proposent, en échange de la levée des sanctions, la mise en place d'un Conseil d'État composé de membres du Parlement issus des deux camps, afin d'organiser un scrutin législatif et présidentiel dans les six à douze mois et auquel Guaidó et Maduro pourraient participer.
Mis en cause par le général à la retraite et opposant Cliver Alcala, qui préparait un putsch contre le gouvernement, Juan Guaidó est convoqué par la justice vénézuélienne le 2 avril 2020 pour des accusations de tentative de putsch et de tentative d'assassinat de Nicolas Maduro et Diosdado Cabello, après la découverte en Colombie d'un arsenal militaire appartenant à Cliver Alcala.

#### Fin de mandat constitutionnel et contestations
Après la tenue des élections législatives vénézuéliennes de 2020, la législature sortante décide de se maintenir au pouvoir pour une année supplémentaire sous la forme d'une commission déléguée pour assurer la continuité législative. La nouvelle législature, dominée par le PSUV et ses alliés, s'installe le 5 janvier 2021.
Après la fin du mandat de l'Assemblée nationale élue en 2015, l'Union européenne cesse de reconnaître Guaidó comme président par intérim. La Colombie et l'administration Biden continuent à soutenir celui-ci. Il perd aussi le soutien de pays comme l'Argentine, le Mexique, le Pérou et la Colombie, après le basculement de ces pays de la droite à la gauche.
En 2021, Juan Guaido a perdu une grande partie de son leadership sur l'opposition vénézuélienne et apparait très impopulaire auprès de la population (environ 10 % de soutien dans les enquêtes d’opinion locales). Une partie de l'opposition lui désobéit et participe aux élections législatives de 2020, et aux régionales et municipales de 2021. Henrique Capriles et Henri Falcón, favorables à la voie électorale contre le chavisme, critiquent la stratégie du boycott, la considérant « stérile, incapacitante et démobilisatrice ».
Des figures marquantes de l'opposition lâchent Juan Guaidó, lui demandant de mettre fin à une « présidence intérimaire » trop discréditée dans la population. En décembre 2021, Julio Borges, qui était son ministre des Affaires étrangères, démissionne à son tour et demande la fin du cabinet intérimaire, affirmant que « nous ne pouvons plus continuer avec une bureaucratie, qui l’an dernier a atteint les 1 600 personnes » et dénonçant trop « d’erreurs et de scandales ».
En décembre 2022, 69 des 112 députés d'opposition réclament la fin du « gouvernement par intérim ». Le 27 décembre, trois partis d'opposition (le G3 : Action démocratique, Justice d’abord et Un nouveau temps) se prononcent en faveur de la fin de ce gouvernement, qui est effective le 5 janvier 2023.
En mars 2023, il est candidat de son parti à la primaire de l'opposition. Il se retire en faveur de Freddy Superlano, qui lui-même se retire en faveur de María Corina Machado.
En octobre 2023, alors qu'il décide de s'éxiler aux États-Unis, le Venezuela émet un mandat d'arrêt international contre Juan Guaidó accusé de trahison, d’usurpation de fonctions, de blanchiment d’argent et d’association en vue de commettre un crime.

## Prises de position
Dans un entretien accordé au Monde en février 2019, Juan Guaidó définit ainsi son positionnement politique : « Je suis de centre gauche sur les questions sociales. Je partage une grande partie des valeurs de la social-démocratie, en particulier sur les questions liées à la diversité, les avancées en matière de droits. Sur le plan économique, on peut dire que je suis du centre, tendance libérale ». Il affirme alors que ses priorités dans le domaine social sont « la mise en place de politiques d’assistance sociale, d’inclusion, d’autonomisation et d’égalité des sexes » et dans le domaine économique « la libre entreprise de marché, l’autonomisation de l’entrepreneuriat et la compétitivité ».
Dans un entretien accordé au Grand Continent en février 2019, Juan Guaidó refuse que l'on puisse considérer l'opposition entre Nicolás Maduro et lui-même comme l'expression d'un clivage entre la droite et la gauche : « Le Venezuela n’est pas une question de droite ou de gauche, mais de dictature ou de démocratie. Ce n’est pas non plus une question d’aspiration ou de caprice personnel. C’est le désir d’un peuple de pouvoir respirer librement ».
D'après le professeur émérite de civilisation américaine, Pierre Guerlain, dans une chronique publiée dans la revue Recherches internationales, « Guaidó est le visage avenant qui cache ses soutiens d’extrême-droite : son projet politique n’est pas humanitaire ou démocratique mais proche de Bolsonaro et d'Abrams ». Selon l'analyste Phil Gunson de l'International Crisis Group, Juan Guaidó est un modéré. Le gouvernement de Maduro classe selon Libération Volonté populaire, le parti de Guaidó jusqu'en 2020, à l'extrême droite, une classification qui est contestée par l'opposition (comme le député et militant LGBT Rosmit Mantilla) et plusieurs médias (Le Monde, Le Huffington Post) qui le placent parfois au centre gauche. Libération précise finalement : « D'après plusieurs spécialistes interrogés pour l’occasion, le terme d’extrême droite est avant tout européen, et n’est effectivement pas approprié a fortiori pour décrire adéquatement l'opposition vénézuélienne ».
Pour la politologue Julia Buxton, qui identifie trois grandes tendances au sein de l'opposition vénézuélienne, celle emmenée par Juan Guaidó et son parti Volonté populaire (VP) incarne « l’aile la plus radicale, la plus proche de Washington et la moins ouverte au compromis ». Soutenue financièrement par l'Agence des États-Unis pour le développement international (Usaid) et la Fondation nationale pour la démocratie (NED), elle bénéficie d'un accès privilégié aux médias américains et européens. Elle refuse généralement de participer aux élections afin de ne pas donner de légitimité à un « régime autoritaire » et mise sur le renversement du gouvernement par des méthodes musclées.
Juan Guaidó se rend à Lima lors des élections de 2021 au Pérou pour faire campagne avec la candidate de la droite populiste Keiko Fujimori, appelant à « sauver le pays » du candidat de gauche Pedro Castillo.
Il envoie une vidéo de soutien à Jair Bolsonaro pour la présidentielle de 2022 au Brésil.